# Dabangg
Dabangg ist ein Bollywood-Action-Film des Regisseurs Abhinav Kashyap mit Salman Khan in der Hauptrolle und Sonu Sood als Antagonist. Sonakshi Sinha feierte darin ihr Film-Debüt.

## Handlung
Chulbul Pandey, ein kleiner Junge, lebt mit seinem jüngeren Halbbruder, Makhanchan „Makkhi“ Pandey, Stiefvater Prajapati Pandey und Mutter Naina Devi in Laalgunj, Uttar Pradesh. Er hat eine gestörte Beziehung zu seinem Stiefvater und Makkhi. Nach 21 Jahren wird Chulbul Polizist und bezeichnet sich selbst als „Robin Hood“ Pandey, hat eine Familie. Makkhi ist in Nirmala verliebt, deren Vater Masterji die Beziehung ablehnt. Chulbul verliebt sich in ein Mädchen namens Rajjo, dem er bei der Polizeiarbeit begegnet.
Ein korrupter Politiker namens Chedi Singh trifft Chulbul und beide werden schnell zu Feinden. Makkhi bittet seinen Vater, seine Ehe mit Nirmala zu arrangieren. Sein Vater lehnt ab, weil er Geld braucht, um die Kredite zurückzuzahlen, die er zum erbauen seiner Fabrik genommen hat, und er glaubt, dass er zu Geld kommen kann, wenn sein Sohn ein reiches Mädchen heiratet. In verzweifelter Not stiehlt Makkhi Geld aus Chulbuls Schrank und gibt Nirmalas Vater das gestohlene Geld, in der Hoffnung, dass er Makkhi erlaubt, Nirmala zu heiraten. Unterdessen trifft Chulbul Rajjo und schlägt eine Heirat vor, die sie ablehnt, da sie sich um ihren Vater Haria kümmern muss – einen Säufer.
Chulbul kommt nach Hause und findet seine Mutter tot auf. Er geht zu seinem Stiefvater, um Frieden zu schließen, da er die einzige verbleibende Familie ist. Sein Stiefvater lehnt ab und verachtet ihn als Ausgestoßenen. Makkhi lädt Chulbul zu seiner Hochzeit mit Nirmala ein. Chulbul überzeugt Rajjos Vater, sie zu heiraten. Rajjos Vater begeht Selbstmord, da er weiß, dass seine Tochter niemanden heiraten wird, solange er noch lebt. Chulbul nimmt Rajjo zu Makkhis üppiger Hochzeit mit. Als er erkennt, dass Makkhi sein Geld gestohlen hat, um die Hochzeit zu finanzieren, heiratet Chulbul Rajjo in einer improvisierten Zeremonie. Nirmalas Vater fühlt sich entehrt und annulliert die Hochzeit seiner Tochter.
Makkhi verprügelt einen der Arbeiter in seiner Fabrik wegen eines kleinen Missgeschicks. Der Arbeiter geht mit seiner Mutter zur Polizeiwache, um eine Beschwerde einzureichen. Chulbul verprügelt Makkhi in der Öffentlichkeit, um ihn zu blamieren. Chedi nutzt die Situation und bringt Makkhi mit seinem Vater zur Polizeiwache. Makkhis Vater löst die Situation, indem er eine Entschuldigung von Chulbul akzeptiert. Chulbul trifft Dayal Babu, einen lokalen politischen Führer, der auch Chedi nicht mag. Mit seiner Hilfe verfälscht Chulbul die Brauereien von Chedi und sperrt ihn fälschlicherweise dafür ein.
Um sich zu rächen, verbrennt Chedi Makkhis Fabrik. Makkhis Vater erleidet einen Herzinfarkt aufgrund eines Schocks und wird ins Krankenhaus eingeliefert. Makkhi geht zu Chedi, um Hilfe von ihm zu suchen, ohne zu wissen, dass es Chedi war, der seine Fabrik niederbrannte. Chedi stimmt zu, die Behandlung seines Vaters zu finanzieren, wenn er eine Schachtel Mangos an Dayal Babus Haus liefert. Für Makkhi unbekannt befindet sich in der Kiste eine Bombe, die explodiert, nachdem er gegangen ist und Dayal Babu getötet. Chedi gibt Makkhi die Aufgabe, Chulbul zu töten. Makkhi akzeptiert und gesteht es Chulbul. Er offenbart Chulbul, dass Chedi ihn die Bombe unwissentlich platzieren ließ. Chulbul vergibt ihm und versöhnt sich mit seinem Stiefvater. Makkhi offenbart Chulbul dann, dass es Chedi war, der ihre Mutter getötet hat. Wütend erstickt Chulbul Chedi zu Tode. Später lässt Chulbul Makkhi in Anwesenheit ihres Vaters mit Nirmala verheiraten, während Rajjo offenbart, dass sie schwanger ist.

## Musik
| Titel                           | Sänger/in                                    |
| ------------------------------- | -------------------------------------------- |
| Tere Mast Mast Do Nain          | Rahat Fateh Ali Khan                         |
| Munni Badnaam Hui               | Mamta Sharma, Aishwarya Nigam, Master Saleem |
| Chori Kiya Re Jiya              | Sonu Nigam, Shreya Ghoshal                   |
| Hud Hud Dabangg                 | Sukhwinder Singh, Wajid                      |
| Humka Peeni Hai                 | Wajid, Master Saleem, Shabab Sabri           |
| Tere Mast Mast Do Nain – Part 2 | Rahat Fateh Ali Khan, Shreya Ghoshal         |
| Munni Badnaam Hui – Remix       | Mamta Sharma, Aishwarya Nigam                |
| Tere Mast Mast Do Nain – Remix  | Rahat Fateh Ali Khan                         |
| Humka Peeni Hai – Remix         | Wajid, Master Saleem, Shabab Sabri           |
| Dabangg – Theme                 | Salman Khan                                  |